# Lên men

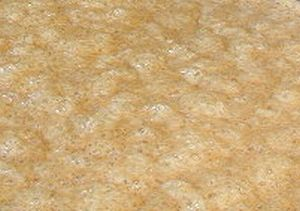
Quá trình lên men đang diễn ra: bong bóng carbon dioxide tạo thành một lớp bọt ở bề mặt hỗn hợp lên men..

Lên men là quá trình trao đổi chất tạo ra thay đổi hóa học ở chất hữu cơ thông qua hoạt động của enzym. Ở bộ môn hóa sinh, lên men được nhiều người định nghĩa là chiết tách năng lượng từ carbohydrat trong điều kiện thiếu oxy. Trong chế biến thực phẩm, nó có thể liên quan tới bất kì quá trình mà hoạt động của vi sinh vật đem lại thay đổi theo mong muốn với thực phẩm hoặc đồ uống. Ngành khoa học lên men được gọi là men học (zymology).
Ở vi sinh vật, lên men là phương tiện chính để sản xuất adenosine triphosphate (ATP) bằng cách phân hủy chất dinh dưỡng hữu cơ trong điều kiện kị khí.
Con người đã ứng dụng lên men để sản xuất thực phẩm và đồ uống từ thời đại đồ đá mới. Ví dụ, lên men được ứng dụng để bảo quản trong quá trình tạo acid lactic có ở những thực phẩm chua như dưa chuột muối, nấm thủy sâm, kimchi và sữa chua, cũng như sản xuất đồ uống có cồn như rượu vang và bia. Lên men cũng diễn ra bên trong ống dạ dày ruột của mọi loài động vật, kể cả con người.
Lên men công nghiệp là một thuật ngữ khái quát hơn dùng để chỉ quá trình ứng dụng vi sinh vật nhằm sản xuất hóa chất, nhiên liệu sinh học, enzym, protein và dược phẩm với quy mô lớn.

## Định nghĩa và từ nguyên học
Dưới đây là một vài định nghĩa về lên men từ mức độ dùng thông thường, thông dụng cho đến định nghĩa sâu về khoa học hơn.
1. Phương pháp bảo quản thực phẩm thông qua vi sinh vật (thông dụng).
2. Bất kì quá trình vi sinh vật quy mô lớn nào diễn ra mà không có/có không khí (định nghĩa phổ biến được dùng trong công nghiệp, được gọi là lên men công nghiệp).
3. Bất kì quá trình nào sản xuất đồ uống có cồn hoặc chế phẩm sữa có acid (thông dụng).
4. Bất kì quá trình trao đổi chất giải phóng năng lượng nào diễn chỉ dưới điều kiện kị khí (hơi khoa học một chút).
5. Bất kì quá trình trao đổi chất nào giải phóng năng lượng từ phân tử đường hoặc hữu cơ khác, không cần có oxy hoặc hệ thống vận chuyển electron, và sử dụng phân tử hữu cơ làm chất nhận electron cuối cùng (giàu tính khoa học nhất).

## Vai trò sinh học
Cùng với hô hấp hiếu khí, lên men là phương pháp chiết tách năng lượng từ phân tử. Đây là phương pháp phổ biến duy nhất đối với mọi vi khuẩn và sinh vật nhân thực. Do đó nó được xem là con đường trao đổi chất lâu đời nhất, phù hợp với môi trường nguyên sinh – trước khi có sự sống của thực vật trên Trái Đất, hay là trước khi có oxy trong khí quyển.:389 Nick Lane phê phán đề xuất này vì số năng lượng giải phóng từ lên men là nhỏ, chẳng thể gây ra nhiệt động lực học của hóa tiền sinh học. Các enzym tham gia vào lên men (được gen mã hóa) không thể tồn tại trong hóa tiền sinh học. Ngoài ra, ông lưu ý rằng điểm khác biệt giữa quá trình lên men ở cổ khuẩn và vi khuẩn chỉ ra rằng lên men dường như đã tiến hóa sau, độc lập phát triển ở cả  các dạng sống nguyên thủy.
Nấm men (một dạng nấm) xuất hiện ở hầu hết mọi môi trường có khả năng hỗ trợ vi sinh vật, từ vỏ trái cây đến ruột côn trùng và động vật có vú, cho đến vùng biển sâu. Nấm men chuyển đổi (phân hủy) phân tử giàu đường để tạo ra ethanol và carbon dioxide.
Cơ chế cơ bản của lên men vẫn có mặt ở mọi tế bào của sinh vật bậc cao. Cơ của động vật có vú tiến hành lên men trong thời gian thực hành cường độ cao, khi mà nguồn cấp oxy bị hạn chế, dẫn tới ra đời acid lactic.:63 Ở động vật không xương sống, lên men còn tạo ra succinic và alanin.:141
Vi khuẩn lên men đóng vai trò thiết yếu trong khâu sản xuất methan ở các sinh cảnh từ dạ cỏ của gia súc tới bể phân hủy nước thải và trầm tích nước ngọt. Chúng tạo ra hydro, carbon dioxide, format, acetat và acid carboxylic. Rồi nhóm vi sinh vật chuyển đổi carbon dioxide và acetat thành methane. Vi khuẩn acetogenic đã oxy hóa các acid, thu được nhiều acetat và hydro hoặc format hơn. Cuối cùng, methanogen (ở vực cổ khuẩn) chuyển đổi acetat thành methan.

## Tổng quan sinh học

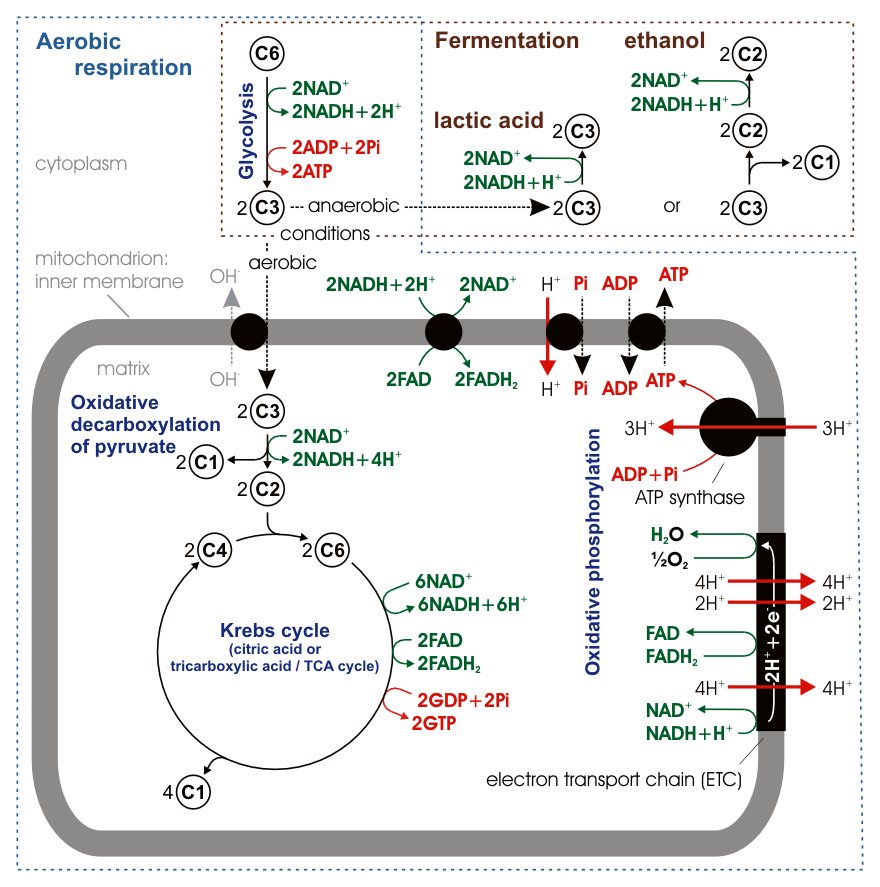
So sánh hô hấp hiếu khí và các loại lên men được biết tới nhiều nhất ở tế bào nhân thực. Các con số trong vòng chỉ ra rằng số nguyên tử carbon trong các phân tử, C6 là glucose C_{6}H_{12}O_{6}, C1 là carbon dioxide CO_{2}. Màng ngoài ty thể bị bỏ qua.

Lên men phản ứng với dạng hóa khử của nicotinamide adenine dinucleotide (NADH) bằng chất nhận electron hữu cơ và nội sinh. Thông thường đây là acid pyruvic được tạo nên từ đường thông qua đường phân. Phản ứng tạo ra NAD+ bị oxy hóa và một sản phẩm hữu cơ, các ví dụ điển hình là ethanol, acid lactic và khí hydro (H2), và thường tính cả carbon dioxide. Tuy nhiên, các hợp chất lạ hơn có thể do lên men tạo ra, ví dụ như acid butyric và aceton. Sản phẩm lên men bị xem là chất thải, vì chúng không thể chuyển hóa thêm nữa trong điều thiếu oxy.
Lên men thường diễn ra ở môi trường kị khí. Trong điều kiện có O2, NADH và pyruvate được dùng để tạo ra adenosine triphosphate (ATP) trong hô hấp. Đây được gọi là phosphoryl hóa oxy hóa. Khâu này tạo nhiều ATP hơn so với chỉ riêng đường phân. Vì lý do đó, lên men hiếm khi được dùng trong điều kiện có oxy. Tuy nhiên, ngay cả trong điều kiện dồi dào oxy, một vài chủng nấm men như Saccharomyces cerevisiae ưa lên men hơn là hô hấp hiếu khí, miễn là có đường cung cấp đường đầy đủ (hiện tượng được gọi là hiệu ứng Crabtree). Một vài quá trình lên men liên quan đến sinh vật kị khí bắt buộc.

## Sản phẩm lên men

### Ethanol
Ở lên men ethanol, một phân tử glucose được chuyển đổi thành hai phân tử ethanol và hai phân tử carbon dioxide (CO2). Nó được dùng để làm nở bột bánh mì: carbon dioxide tạo bong bóng, làm bột nở thành bọt. Ethanol là chất gây say ở đồ uống có cồn như rượu vang, bia và rượu mạnh. Lên men ở nguyên liệu thô (gồm mía, ngô và củ cải đường) tạo ra ethanol rồi nó được bổ sung vào xăng. Ở một vài loài cá, kể cả cá vàng và cá chép, nó cấp năng lượng trong điều kiện khan hiếm oxy (cùng với lên men acid lactic).
Trước khi lên men, một phân tử glucose phân giải thành hai phân tử pyruvic (đường phân). Năng lượng từ phản ứng tỏa nhiệt này được dùng để liên kết phosphat vô cơ với ADP, chuyển đổi nó thành ATP, và chuyển đổi NAD+ thành NADH. Pyruvic phân giải thành hai phân tử acetaldehyde và giải phóng hai phân tử carbon dioxide dưới dạng chất thải. Acetaldehyde bị khử thành ethanol nhờ sử dụng năng lượng và hydro từ NADH, còn NADH bị oxy hóa thành NAD+ để cho chu trình ấy có thể lặp lại. Phản ứng do các enzym pyruvic decarboxylase và alcohol dehydrogenase xúc tác.

### Acid lactic
Lên men homolactic (chỉ tạo ra acid lactic) là loại lên men đơn giản nhất. Pyruvic từ đường phân trải qua phản ứng oxy hóa khử đơn giản, tạo nên acid lactic. Nhìn chung, một phân tử glucose (hay bất kì loại đường sáu-carbon nào) được chuyển đổi thành hai phân tử acid lactic:
C6H12O6 → 2 CH3CHOHCOOH
Quá trình diễn ra ở cơ bắp của động vật khi chúng cần năng lượng nhanh hơn lượng máu có thể cung cấp oxy. Nó còn diễn ra ở một vài loại vi khuẩn (ví dụ như lactobacilli) và một vài chủng nấm. Đây là loại vi khuẩn chuyển đổi lactose thành acid lactic ở sữa chua, mang lại cho nó vị chua. Những vi khuẩn acid lactic này có thể tiến hành lên men homolactic - quá trình mà sản phẩn cuối đa phần là acid lactic, hoặc lên men heterolactic - quá trình mà một số lactic bị chuyển hóa tiếp thành ethanol và carbon dioxide (qua con đường phosphoketolase), acetat, hoặc sản phẩm trao đổi chất khác:
C6H12O6 → CH3CHOHCOOH + C2H5OH + CO2
Nếu lên men lactose (như ở sữa chua và pho mát), trước hết nó được chuyển đổi thành glucose và galactose (đều là đường sáu-carbon có chung công thức nguyên tử):
C12H22O11 + H2O → 2 C6H12O6

### Theo nghĩa bao quát hơn
Ở cơ chế thực phẩm và công nghiệp, bất kì điều chỉnh hóa học nào do sinh vật sống nằm trong hộp đựng kín thực hiện có thể gọi là "lên men". Những ví dụ sau đây không áp dụng theo nghĩa hóa sinh, nhưng vẫn được gọi là lên men theo nghĩa bao quát hơn:

#### Protein thay thế

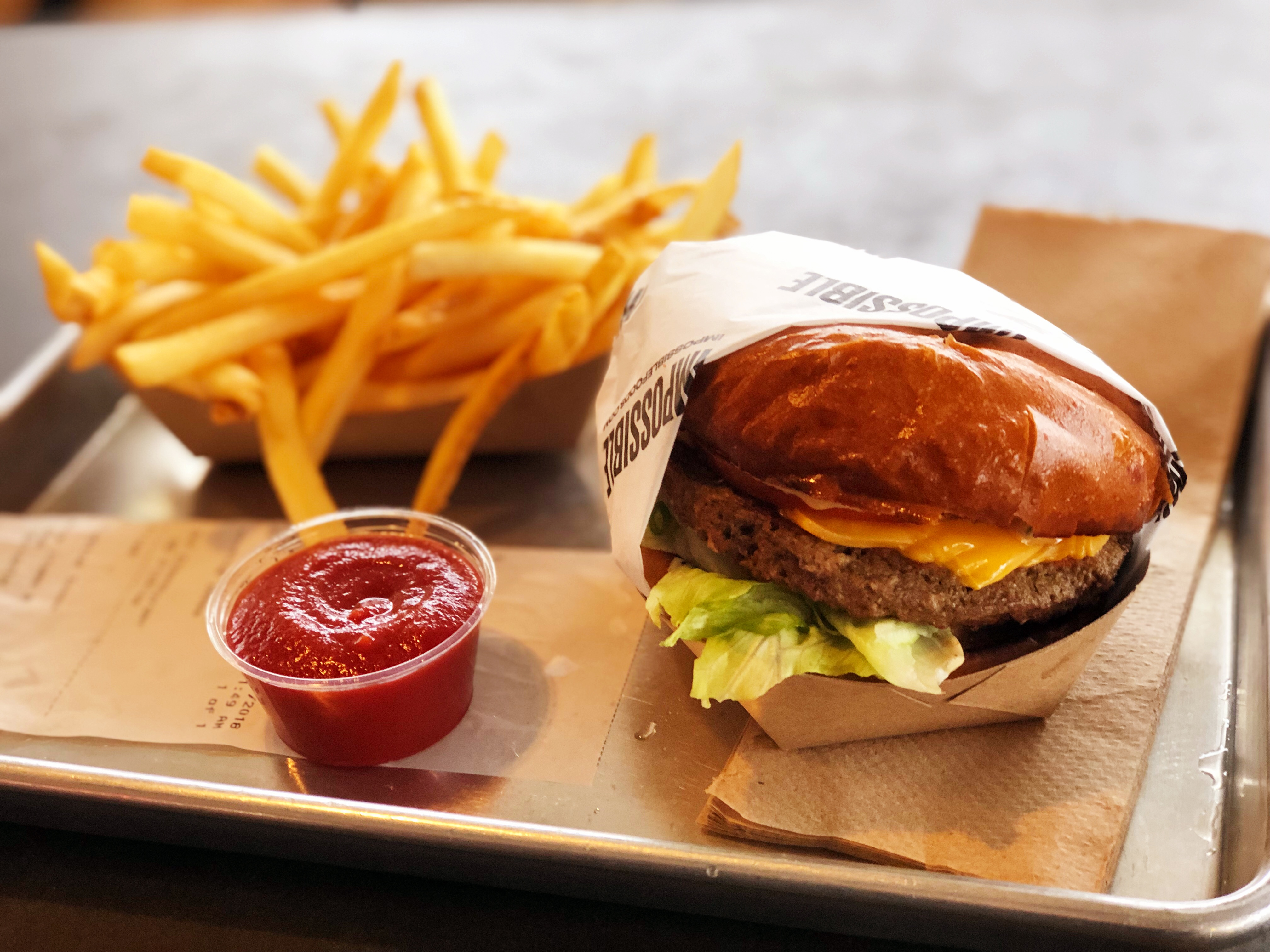
Lên men được dùng để tạo ra heme protein có ở bánh Impossible Burger.

Lên men có thể được dùng làm nguồn protein thay thế. Nó thường được dùng để biến đổi các thực phẩm protein có sẵn, kể cả thực phẩm gốc thực vật như đậu nành, thành dạng có hương vị hơn như tempeh và tofu lên men.
Phương thức "lên men" hiện đại hơn tạo nên protein tái tổ hợp để giúp sản xuất thịt giả, sữa giả, pho mát giả và trứng giả. Một số ví dụ gồm:
- Tái tổ hợp myoglobin để làm thịt giả (Motif Foodworks)
- Tái tổ hợp leghemoglobin để làm thịt giả (Impossible Foods)
- Tái tổ hợp nước sữa để làm chế phẩm sữa thay thế (Perfect Day)
- Tái tổ hợp lòng trắng trứng (EVERY)

Heme protein như myoglobin và hemoglobin mang lại cho thịt kết cấu, hương vị, màu sắc và mùi thơm đặc trưng. Các thành phần myoglobin và leghemoglobin có thể được dùng để sao chép đặc tính này, mặc dù chúng đến từ chum thay vì thịt.

#### Enzym
Lên men công nghiệp có thể được dùng để sản xuất enzym, khi mà protein với hoạt tính xúc tác do vi sinh vật sản xuất và tiết ra. Sự phát triển của quá trình lên men, kỹ thuật tạo chủng vi sinh vật và công nghệ gen tái tổ hợp đã tạo điều kiện thương mại hóa nhiều loại enzym. Enzym được dùng ở mọi phân khúc công nghiệp, ví dụ như thực phẩm (loại bỏ lactose, hương vị pho mát), đồ uống (xử lý nước trái cây), làm bánh (làm mềm bánh mì, nhào bột bánh), thức ăn cho động vật, chất tẩy rửa (loại bỏ vết nhơ protein, tinh bột và lipid), dệt may, chăm sóc cá nhân và ngành công nghiệp giấy-bột giấy.

## Lịch sử ứng dụng lên men
Ứng dụng lên men, đặc biệt là với thức uống đã tồn tại từ thời đồ đá mới và được ghi chép có niên đại từ năm 7000 đến 6600 trước Công Nguyên (TCN) ở Giả Hồ, Trung Quốc, năm 5000 TCN ở Ấn Độ, Ayurveda nhắc tới nhiều loại rượu thuốc, năm 6000 TCN ở Gruzia, năm 3150 TCN ở Ai Cập cổ đại, năm 3000 TCN ở Babylon, năm 2000 TCN ở Mexico tiền Tây Ban Nha, và năm 1500 TCN ở Sudan. Thực phẩm lên men có ý nghĩa tôn giáo trong Do Thái giáo và Cơ đốc giáo. Thần Baltic Rugutis được tôn thờ là tác nhân gây lên men. Trong giả kim thuật, lên men ("sự thối rữa") là biểu tượng của Ma Kết  ♑︎.

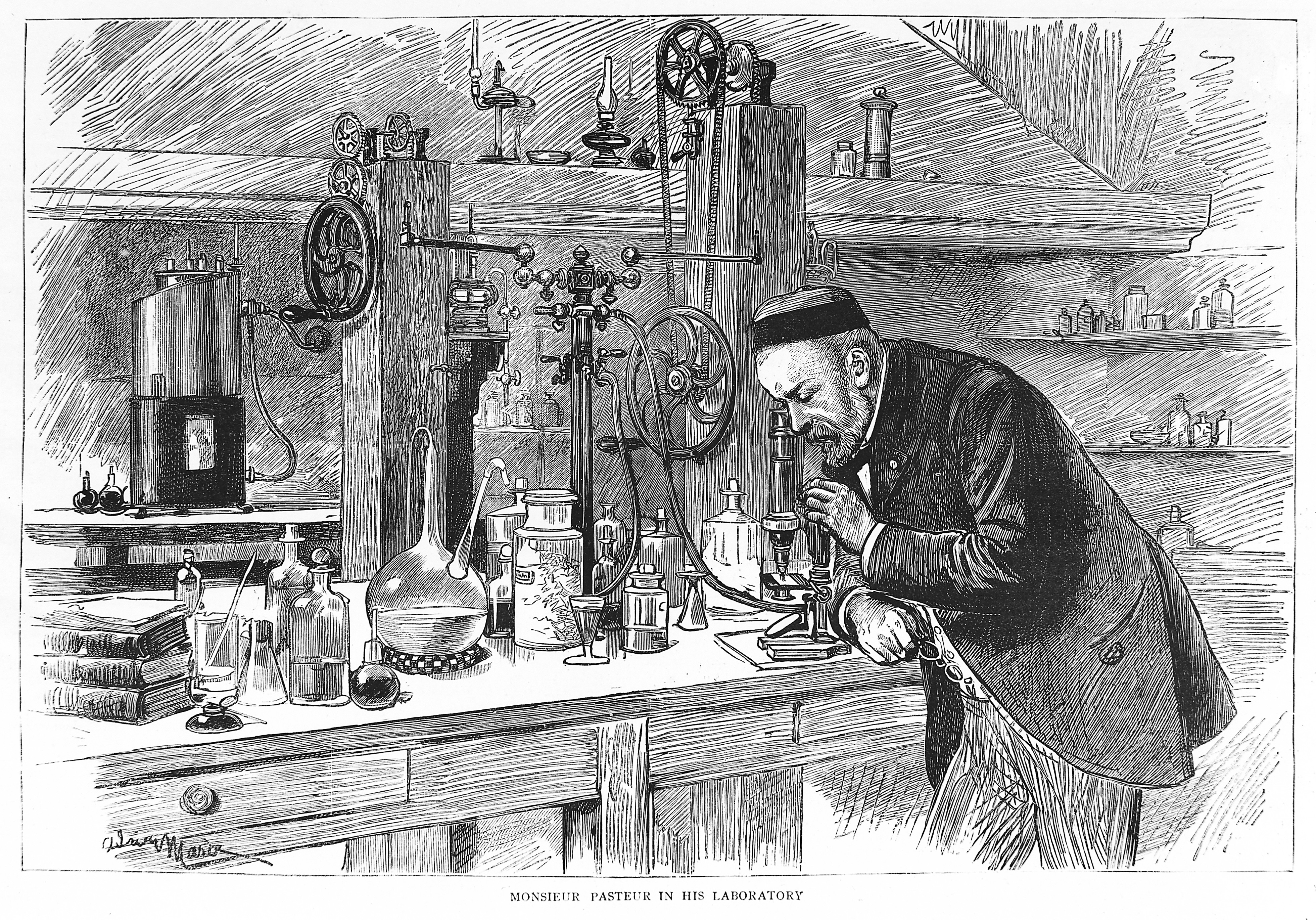
Louis Pasteur trong phòng thí nghiệm của ông

Năm 1837, Charles Cagniard de la Tour, Theodor Schwann và Friedrich Traugott Kützing đã độc lập công bố các bài báo kết luận, nhờ nghiên cứu bằng kính hiển vi, nấm men là một sinh vật sống sinh sản bằng mọc chồi.:6 Schwann đun sôi nước nho để diệt nấm men và phát hiện ra không có quá trình lên men nào diễn trước khi nấm men mới được thêm vào. Tuy nhiên, rất nhiều nhà hóa học, kể cả Antoine Lavoisier, tiếp tục xem lên men là quá trình phản ứng hóa học đơn giản và bác bỏ quan điểm cho rằng sinh vật sống có dính dáng tới. Đây được xem là trở về sinh lực luận và bị chế giễu trong một ấn phẩm không tên của Justus von Liebig và Friedrich Wöhler.:108–109
Bước ngoặt xảy đến khi Louis Pasteur (1822–1895) liên tục tái dựng các thí nghiệm của Schwann ở thập niên 1850 và 1860, và chỉ ra rằng lên men do sinh vật sống khởi động sau một loạt nghiên cứu.:6 Năm 1857, Pasteur chỉ ra rằng lên men acid lactic do sinh vật sống gây ra. Năm 1860, ông chứng minh cách mà vi khuẩn làm chua ở sữa - quá trình mà trước đây người ta đơn thuần cho là thay đổi hóa học. Công trình xác định vai trò của vi sinh vật trong việc làm hỏng thực phẩm của ông đã dẫn tới quá trình thanh trùng.
Năm 1877, nhằm cải thiện ngành chế biến bia của Pháp, Pasteur đã công bố bài báo nổi tiếng về lên men có nhan đề "Etudes sur la Bière" - được dịch sang tiếng Anh là "Studies on fermentation" - "Nghiên cứu về lên men" vào năm 1879. Ông định nghĩa (chưa chính xác) lên men là "Sự sống thiếu khí", song ông đã chỉ ra chính xác cách mà từng loại vi sinh vật là tác nhân của từng loại lên men và sản phẩm cuối cùng cụ thể.
Dẫu chỉ ra rằng lên men bắt nguồn từ hoạt động của vi sinh vật là một phát hiện đột phá, nó lại không giải thích được bản chất cơ bản của lên men; hay không chứng minh được nó do vi sinh vật dường như luôn hiện diện gây ra. Nhiều nhà khoa học, kể cả Pasteur, đã bất thành trong khâu chiết tách enzym lên men từ nấm men.
Thành công xuất hiện vào năm 1897 khi nhà hóa học người Đức Eduard Buechner nghiền nấm men, lấy nước từ chúng, rồi ngạc nhiên phát hiện ra rằng dung dịch "chết" này lên men dung dịch đường, tạo nên carbon dioxide và alcohol nhiều như nấm men sống.
Kết quả nghiên cứu của Buechner được xem là đánh dấu sự ra đời của ngành hóa sinh. "Lên men không tổ chức" hoạt động hệt như lên men có tổ chức. Kể từ thời điểm ấy, thuật ngữ enzym được áp dụng cho mọi loại lên men. Kế đến giới khoa học hiểu rằng lên men là do enzym tiết ra từ vi sinh vật gây ra. Năm 1907, Buechner đoạt giải Nobel hóa học cho công trình của ông.
Những tiến bộ trong công nghệ vi sinh vật học và lên men đã tiếp diễn đều cho tới ngày nay. Ví dụ, ở những năm 1930, giới khoa học phát hiện ra rằng vi sinh vật có thể bị đột biến bằng xử lý vật lý và hóa học để đạt năng suất cao hơn, phát triển nhanh hơn, tốn ít oxy hơn và có thể sử dụng môi trường đậm đặc hơn. Khâu chọn lọc và lai chủng cũng phát triển, tác động đến đa phần lên men thực phẩn hiện đại.